# Bábolna
Bábolna (hongrois : Bábolna [ˈbaːbolnɒ]) est une localité hongroise située dans le comitat de Komárom-Esztergom.

## Nom et attributs

### Toponymie
En Hongrie — à l'exception de la Transylvanie — trois localités ont porté le nom de Bábolna ou Babonya : dans les comitats historiques de Bihar, Borsod et Komárom. Durant le haut Moyen Âge, ces trois villages étaient la propriété du clan Koppán (ou Katapán).
Le toponyme Tolmabábolna, utilisé pour désigner l'actuelle Bábolna, tire vraisemblablement son nom d'un ancêtre appelé Tolma appartenant à ce même clan, ou d'un descendant nommé en son honneur.

## Site et localisation

### Topographie et hydrographie
Bábolna est située dans le  Kisalföld, au sein du bassin d'Igmánd–Kisbér, à l'extrémité occidentale du comitat de Komárom-Esztergom. La localité se trouve à 27 km de Tata, 7 km de Nagyigmánd, 18 km de Kisbér, 15 km de Komárom et 25 km de Győr.
L'altitude de la ville varie entre 129 m et 156 m, le centre urbain se trouvant à 139 m d'altitude. Le territoire communal s'étend sur 7 km d'est en ouest et 6 km du nord au sud, pour une circonférence totale d'environ 41 km.

## Histoire
La première mention écrite de Bábolna remonte à 1268, sous les noms de Babuna ou Tolma-Babuna, en tant que domaine de la famille Babunai.
En 1297, les documents font état de la « grande route » (Nagy út) traversant le village. En 1328, ils mentionnent l'existence d'une église dédiée à saint Georges ainsi qu'un prêtre du nom de Péter.
Au fil des siècles, la localité passe entre les mains de différentes familles nobles. En 1526, elle appartient à Mihály Szerdahelyi Imrefi ; en 1568, une donation royale la cède à János Biay, Gáspár et János Sárközy, János Syesy et János Dallos. En 1635, elle devient la propriété de Márk Valticher et András Szapáry, à la suite du décès de Péter Bőny et János Siesy. En 1662, Gergely Csajághy et son épouse Borbála Konkoly obtiennent une partie du domaine. En 1696, Péter Szapáry engage un procès de propriété contre Miklós Iványos et ses associés, à l'issue duquel les Szapáry acquièrent la totalité de Bábolna.

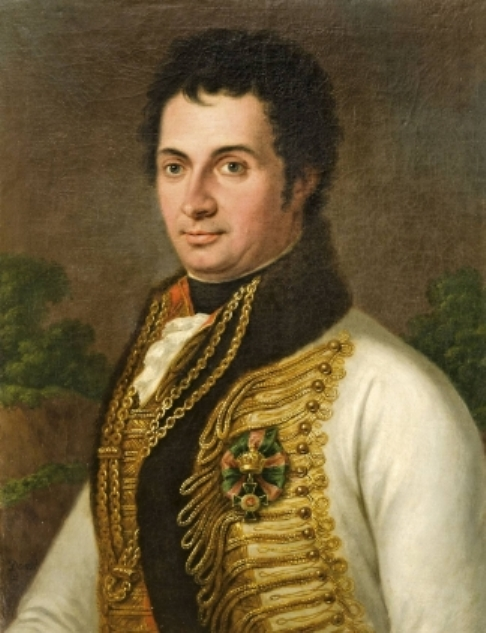
József Csekonics.

Le 20 décembre 1784, l'empereur Joseph II ordonne la création de centres nationaux d'élevage équin. Il charge József Csekonics (1754–1824), capitaine de cavalerie originaire de Kőszeg, de réorganiser le haras impérial de Mezőhegyes et de gérer la logistique d'acheminement du bétail destiné à nourrir l'armée et la ville de Vienne.
Csekonics organise alors des convois de bœufs depuis la Grande Plaine et la Transylvanie jusqu'à Vienne. En raison des longues distances, un point de rassemblement est nécessaire, et Bábolna, située le long de la route des bouchers (Mészárosok útja) entre Buda et Vienne, est jugée idéale grâce à ses bons pâturages. Elle est alors propriété de József Szapáry.
En 1789, l'État hongrois achète Bábolna pour 450 000 forints d'or afin d'y établir une dépendance du haras national. Une partie des bœufs destinés à Vienne y est également hébergée. Après les guerres, les convois de bœufs cessent, et Bábolna devient un dépôt de Mezőhegyes, jusqu'à son autonomisation en 1806.
À partir de 1816, le site devient un centre régulier d'élevage équin spécialisé dans les races orientales. À la fin de la période des réformes, l'élevage chevalin est devenu une véritable cause nationale en Hongrie.
Le 28 décembre 1848, les environs de la localité sont le théâtre de la bataille de Bábolna.

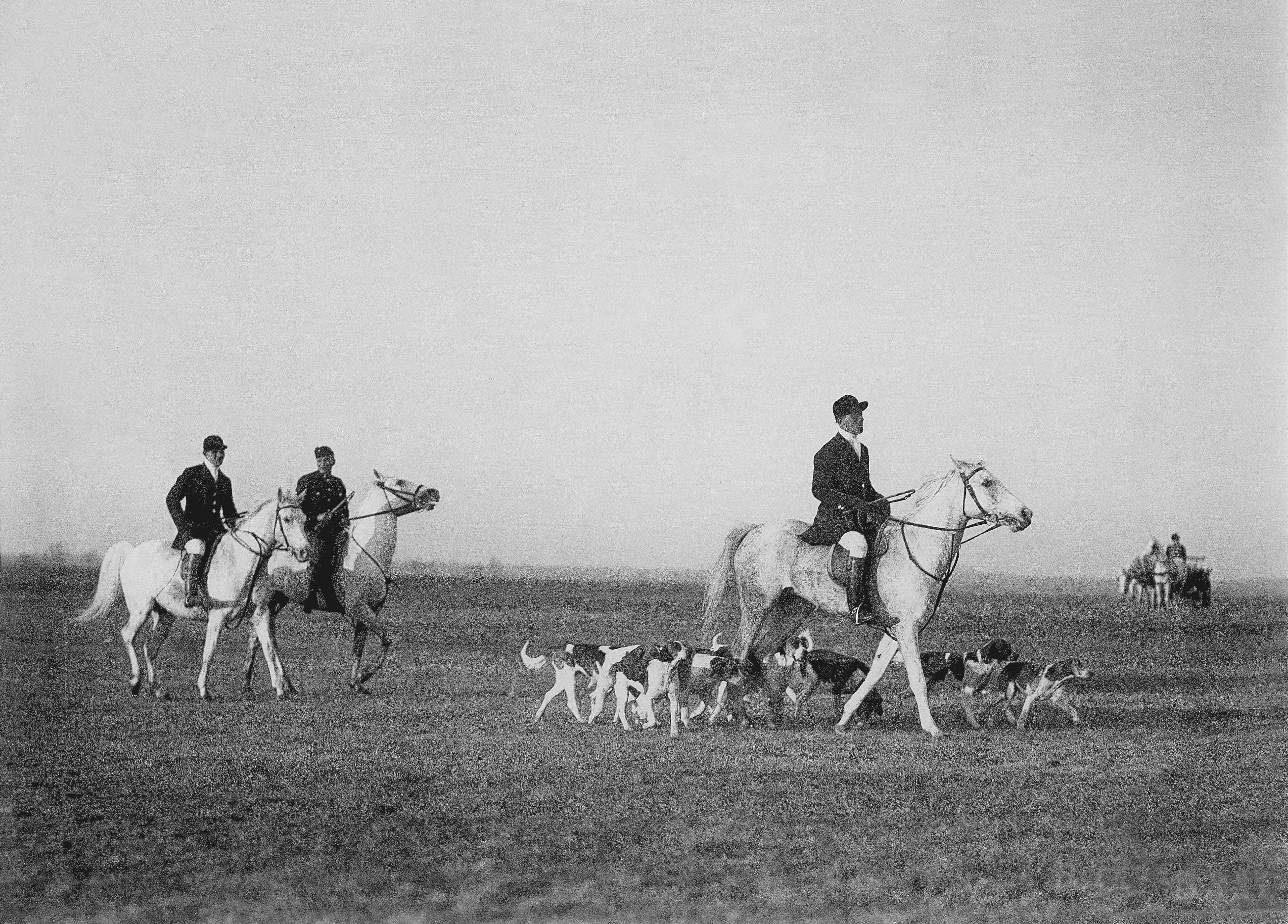
Chasse à courre en 1933.

À la fin du XIXe siècle et au début du XXe siècle, les haras de Kisbér et de Bábolna sont surnommés la « Mecque de l'élevage équin ». Des éleveurs venus d'Europe et même d'Extrême-Orient, notamment du Japon, y viennent en visite.
En 1919, des troupes royales roumaines occupent la localité pendant plusieurs mois. Le cheptel est dispersé et doit être entièrement reconstitué.
En 1926, la première station téléphonique est installée. Durant les années 1930, une église protestante est construite.
Le 27 mars 1945, les troupes soviétiques entrent dans la ville, peu après le retrait des forces allemandes en direction de Vienne.
Le 23 décembre 1948, la Ferme d'État de Bábolna est créée. En 1958, la localité devient une commune autonome, détachée de Bábolnapuszta. À partir de 1960, sous la direction de Róbert Burgert, un développement rapide commence : construction de logements, ouverture de rues nouvelles, et doublement de la population.
Bábolna obtient le statut de gros bourg en 1971, puis devient un complexe agricole d'État en 1973. En 1982, des forages découvrent des eaux karstiques chaudes (44–52 °C).
En 1993, la ville retrouve son autonomie administrative, distincte des localités associées.
En 1995, l'entreprise Bábolnai Rt. restaure l'ancien casino des officiers, qui abrite désormais un restaurant, un café et une exposition permanente consacrée au haras et à l'élevage de chevaux arabes, tradition séculaire de la ville.
Le 1er août 2001, l'activité de volaille est séparée de l'entreprise d'État, donnant naissance à la Société nationale du haras (Nemzeti Ménesbirtok Kft.), chargée de la préservation du domaine, du haras et du patrimoine immatériel hérité depuis 1789.

## Population

### Minorités culturelles et religieuses
Lors du recensement de 2011, 88,9 % des habitants de Bábolna se déclaraient hongrois, 0,2 % Roms, 0,7 % Allemands, 0,2 % Roumains, 0,2 % Slovaques, et 0,2 % Ukrainiens. 10,9 % des personnes n'ont pas déclaré leur appartenance ethnique (le total peut excéder 100 % en raison des identités multiples).
Sur le plan religieux, 41,1 % des habitants se déclaraient catholiques romains, 9,5 % réformés, 1,7 % luthériens, 0,7 % catholiques grecs, tandis que 17,8 % se déclaraient sans religion. 29 % des personnes n'ont pas répondu à la question.
En 2022, 89,2 % de la population s'identifiait comme hongroise, 0,5 % comme allemande, 0,3 % comme rom, 0,2 % comme roumaine, 0,2 % comme ukrainienne, et 0,1 % respectivement comme polonaise, croate, bulgare et slovaque. 2,6 % se déclaraient d'autres nationalités non autochtones, tandis que 10,6 % n'ont pas déclaré d'appartenance ethnique.
Concernant la religion, 27,4 % se déclaraient catholiques romains, 8,8 % réformés, 1,4 % luthériens, 0,8 % catholiques grecs, 0,4 % autres chrétiens, 1,5 % autres catholiques, et 14,6 % sans appartenance religieuse. 44,9 % n'ont pas répondu à la question.

## Équipements

### Réseaux extra-urbains
La localité est desservie par l'autoroute M1, qui passe à quelques kilomètres au nord du centre. Elle est également accessible par plusieurs routes secondaires à quatre chiffres : la 8136 depuis Nagyigmánd et Bőny, la 8146 puis la 8149 depuis Tárkány, et la 8151 depuis Ács.
Sur le plan ferroviaire, la ligne Székesfehérvár–Komárom longe la limite orientale du territoire communal, à environ 6 km du centre-ville. La gare la plus proche est celle de Nagyigmánd-Bábolna, située dans la partie ouest de Nagyigmánd.

## Patrimoine local

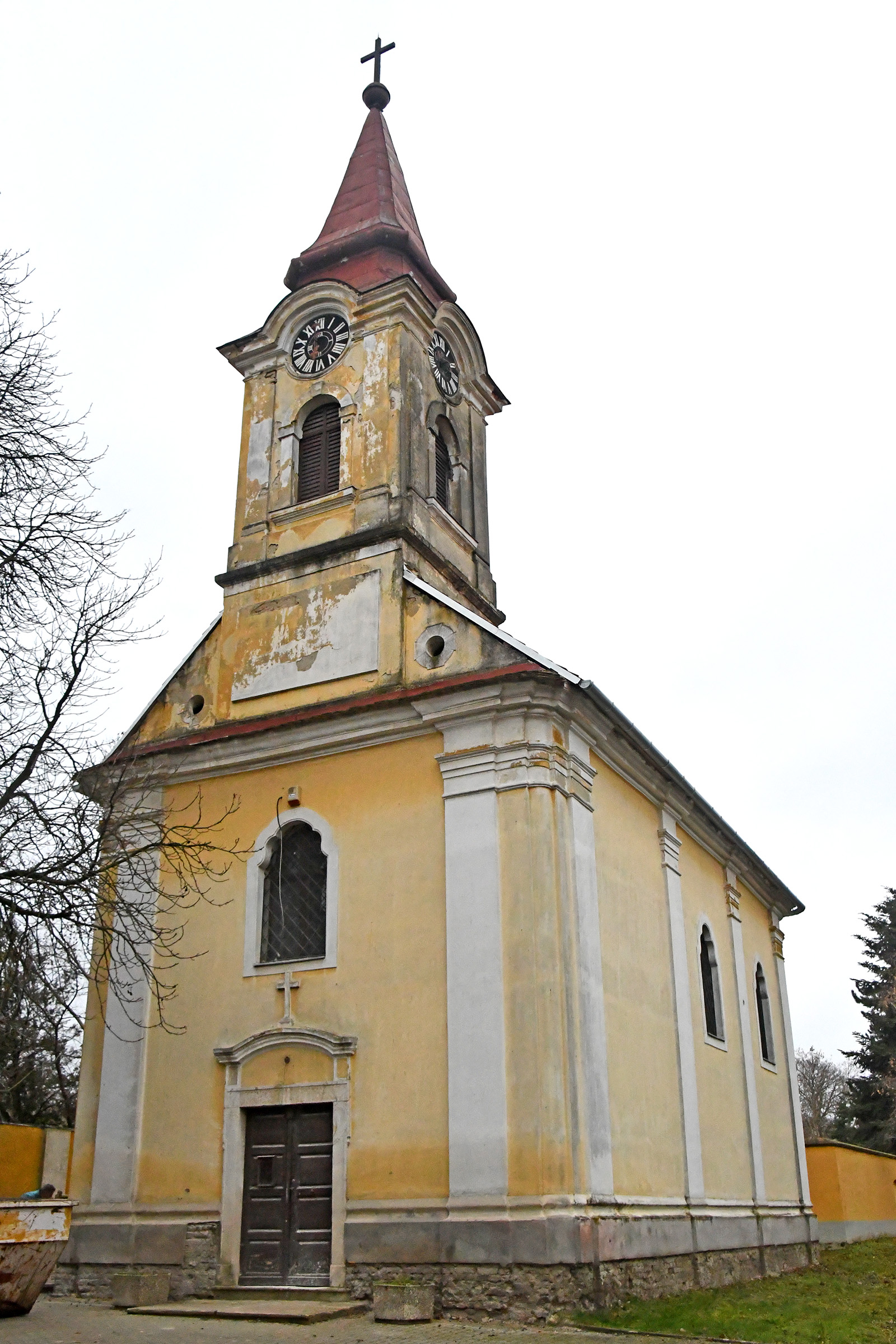
L'église catholique romaine de Bábolna, dédiée à saint Jean Népomucène.

L'église catholique romaine de Bábolna, dédiée à saint Jean Népomucène, est mentionnée dès la visitatio canonica de 1724, bien que sa date de construction exacte soit inconnue.

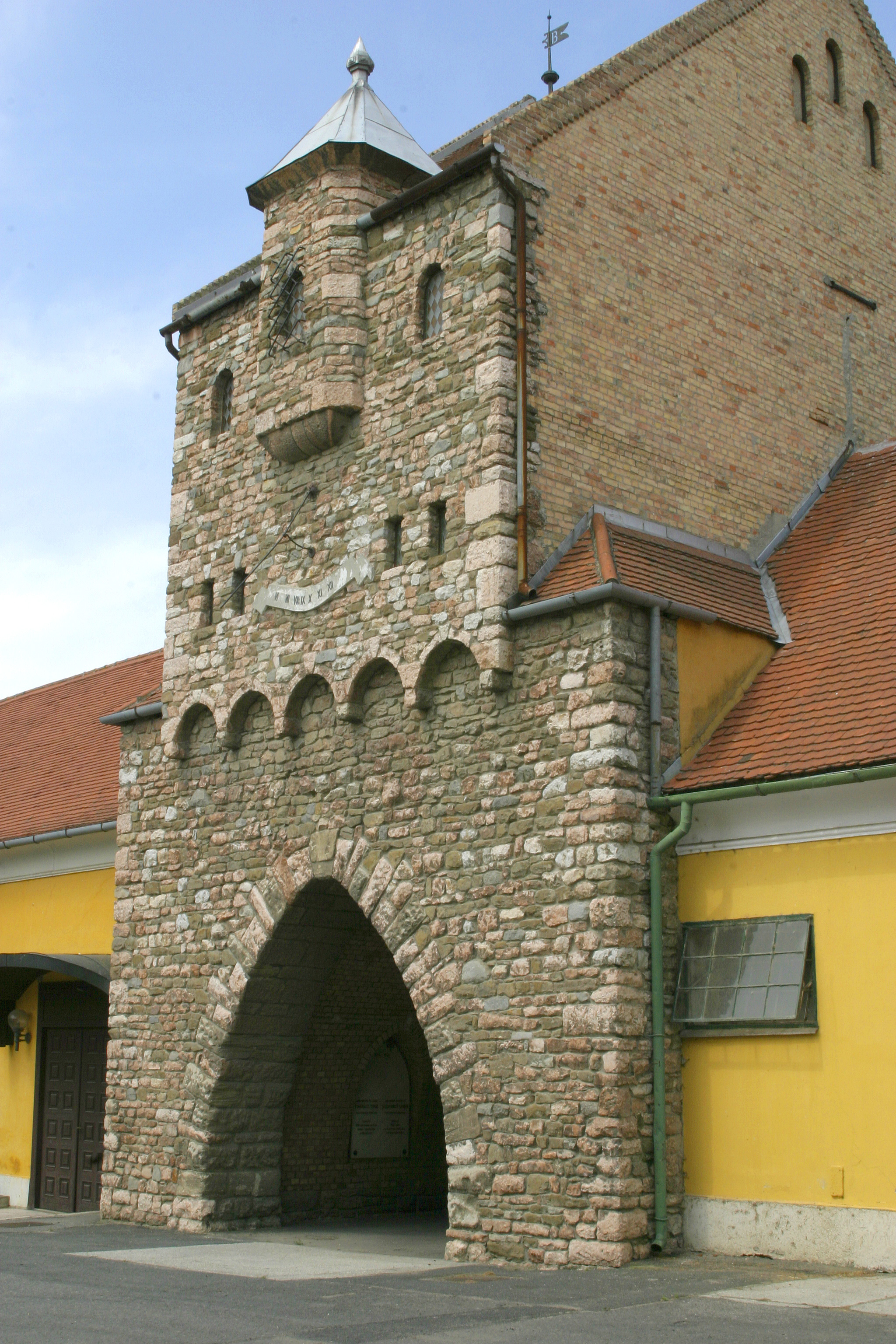
Entrée du haras national.

Le principal édifice historique de la ville est le château Szapáry, siège actuel du Haras national de Bábolna. Ce bâtiment baroque en forme de U, construit au cours du XVIIIe siècle, est le plus ancien de la ville. Il a été reconstruit en 1810, époque à laquelle l'étage a été ajouté, lui donnant son apparence actuelle. Dans le parc du château se trouvent la statue du cheval Shagya, un vieux robinier planté en 1710, une écurie, un manège, des étables abritant des étalons arabes renommés ainsi que la maison d'hôtes Impériál.
Le Casino des officiers, bâti à l'origine en 1758 comme auberge et relais, fut transformé en casino militaire en 1902 dans un style éclectique. En 1995, l'entreprise Bábolna Rt. l'a restauré et y a aménagé un café, un restaurant et des salles d'exposition. Il abrite aujourd'hui un musée du haras, présentant des documents, cartes, ouvrages, peintures, photographies, outils et objets liés à l'histoire de l'établissement. Le musée exposait autrefois les squelettes des célèbres chevaux Imperiál et Ibn Galal VI. Une salle retrace l'histoire de l'élevage des chevaux arabes à Bábolna, de la charte fondatrice en latin et en allemand aux harnais d'époque. Une autre salle présente les récompenses remportées par les chevaux élevés à Bábolna, en particulier par le légendaire Imperiál.
Le manège fut construit après les ravages des troupes napoléoniennes en 1809. Ses murs épais, ses vitraux ornés de l'ancien sceau du haras, sa charpente de bois ouvragé, ses lustres et appliques en fer forgé ont été restaurés et peuvent être admirés dans toute leur splendeur.
Le musée des attelages est installé dans les bâtiments de la cour du haras.
La Porte des Héros (Hősök kapuja), construite en 1938 par Tibor Pettkó-Szandtner, fait face au manège. Inspirée d'une porte de la ville de Modor, elle rend hommage, au moyen de plaques de marbre, aux soldats de Bábolna tombés lors de la guerre d'indépendance de 1848 et des deux guerres mondiales. À partir de 1968, elle a abrité un musée de la chasse, aujourd'hui fermé, qui présentait la faune locale.
Le monument du Millénaire et de nombreuses statues jalonnent la ville, représentant notamment : József Csekonics, Róbert Burgert, Ferenc Erdei, Mihály Fadlallah El Hedad, le Plus fidèle compagnon, saint Jean Népomucène, O-Bajan, Tibor Pettkó-Szandtner, István Széchenyi, Sámuel Tessedik, la Femme assise, le Semeur, János Tóth, le Coq de fer et Shagya.
L'Arboretum et parc animalier de Bábolna, fondé par le docteur Róbert Burgert, abrite 500 espèces végétales, dont 335 feuillus et 156 espèces de conifères et arbustes. On y trouve notamment un séquoia planté en 1965 et un cyprès chauve.
Le Mémorial des chevaux célèbres rend hommage, par des monticules ornés de stèles funéraires (kopjafa), aux chevaux de renom élevés à Bábolna.
Le théâtre de poche de 175 places a été aménagé en 1982 dans une ancienne écurie.
Le monument de la bataille de Bábolna commémore l'affrontement du 29 décembre 1848 dans les environs de la ville. Il a été inauguré en 1988.

## Personnalités liées à la localité
József Csekonics, général impérial et royal et maître de camp (generál főstrázsamester), est considéré comme le principal promoteur de l'élevage équin d'État en Hongrie. Il fut à l'origine de la fondation des haras nationaux hongrois, notamment celui de Bábolna, et joua un rôle essentiel dans l'essor de l'élevage de chevaux à l'échelle nationale.
Róbert Burgert, ancien directeur général de la Ferme d'État de Bábolna, a profondément marqué l'histoire moderne de la localité. Sous sa direction, de nombreuses infrastructures ont été développées, la population a doublé en peu de temps, et des institutions emblématiques comme l'arboretum ou le théâtre de poche ont vu le jour.
Tibor Pettkó-Szandtner, ancien commandant du haras de Bábolna, fut une figure majeure de l'élevage équin hongrois au XXe siècle. Il est notamment l'initiateur de la construction de la Porte des Héros  en 1938, en hommage aux soldats morts pour la patrie.
Mihály Fadlallah el Hedad, lui aussi ancien commandant du haras, a œuvré à la préservation et au rayonnement international de la tradition de l'élevage du cheval arabe à Bábolna, perpétuant l'héritage de plusieurs siècles.